# Athmane Toual
Athmane Toual (en arabe : عثمان طوال) est un footballeur algérien né le 17 juillet 1984 à Hussein Dey dans la wilaya d'Alger. Il évolue au poste de gardien de but.
Il est le frère des gardiens de but Hassane Toual, Said Toual et Fateh Toual.

## Biographie
Il évolue en première division algérienne avec les clubs, du NA Hussein Dey, de l'USM Bel Abbès ou il a remporté la coupe d'Algérie en 2018, du MO Béjaïa et enfin du MC Alger. Il dispute actuellement 79 matchs en Ligue 1.
Le 18 avril 2021, il s'engage en faveur du MC Oran.

## Palmarès
USM Bel Abbès
- Coupe d'Algérie (1) :
  - Vainqueur : 2017-18.